# 나이지리아 영화
나이지리아 영화(영어: Cinema of Nigeria)는 나이지리아의 영화 산업을 일컫는 비공식 이름이다.

## 같이 보기
- 놀리우드